# Philibertia tucumanensis
Philibertia tucumanensis là một loài thực vật có hoa trong họ La bố ma. Loài này được (T. Mey.) Goyder mô tả khoa học đầu tiên năm 2004.